# Municipio de Burnsville (condado de Yancey)
El municipio de Burnsville (en inglés: Burnsville Township) es un municipio ubicado en el  condado de Yancey en el estado estadounidense de Carolina del Norte. En el año 2010 tenía una población de 4.409 habitantes.

## Geografía
El municipio de Burnsville se encuentra ubicado en las coordenadas 35°55′11.41″N 82°17′42.46″O / 35.9198361, -82.2951278.